# Maurice Baring
Pour les articles homonymes, voir Baring.
Maurice Baring  (27 avril 1874 – 14 décembre 1945) est un homme de lettres et diplomate britannique.

## Biographie
Maurice Baring est le 5e fils du banquier Edward  Baring (1er baron Revelstoke). Né en 1874, après une éducation au collège d'Eton, il termine ses études à Trinity College, Cambridge. De Cambridge, véritable pépinière d'intellectuels de l'entre-deux-guerres, sortent également diplômés : les frères et les amis de Virginia Woolf, Adrian et Thoby Stephen, Lytton Strachey, et le célèbre économiste, théoricien du plein-emploi, John Maynard Keynes.
Virginia Woolf appréciait beaucoup la lecture de Maurice Baring. Elle s'interroge sur ses écrits dans son Journal d'un Écrivain : « En deçà de ses propres limites, ce n'est pas de second plan, ou du moins pas de manière évidente, à première vue. Les limites sont la preuve même de sa non-existence. Il ne peut faire qu'une chose, ce qu'il est lui-même ; un charmant anglais, propre, modeste, sensible ; en dehors de cela qui ne porte pas loin et n'illumine guère, tout est comme cela doit être : léger, sûr, proportionné, et même émouvant. Raconté de manière si distinguée que rien n'est exagéré mais que tout est en rapport et bien équilibré. Je pourrais lire de tels livres éternellement, me suis-je écriée. Léonard me répondit qu'au bout de peu de temps on en serait malade à mourir ». Elle le préférait à John Galsworthy, qui a pourtant reçu le prix Nobel de Littérature. Elle lui écrira un jour : « Votre simplicité est une leçon pour nous tous ».
Devenu diplomate, il a vécu à Paris, Copenhague et Rome. 
Maurice Baring a quitté la diplomatie pour le journalisme. Il entre au Morning Post, pour le compte duquel il couvre les reportages sur la guerre russo-japonaise. Son expérience est palpable dans ses écrits Avec les Russes, en Mandchourie, (1905).
Ayant voyagé à travers toute l'Europe, aussi bien comme diplomate que comme journaliste, que comme lettré et amateur d'art, il connaissait le latin, le grec, le français, l'allemand, l'italien, le russe et le danois. Ce qui lui permettait d'explorer la littérature des pays visités, et ce, dans la langue d'origine.
C'est peu avant le tournant du siècle, entre 1897 et 1899, qu'il semble se convertir au catholicisme, sous l'influence de Hilaire Belloc. Les Balfour, qu'il connaissait personnellement, semblent également avoir joué un rôle dans sa conversion. 
Il réside encore à St Pétersbourg et à Constantinople, et, en 1912, entre au journal The Times , comme correspondant direct dans les Balkans.
Pendant la Première Guerre mondiale, il rejoint la Royal Air Force (tout comme son personnage, Michael Choyce, dans Daphne Adeane, qui est officier de l'air). 
Il relatera toutes ses expériences dans son autobiographie, The Puppet Show of Memory (1922).
Enfin, après 14-18, Maurice Baring se lance avec succès dans la rédaction d'une série de romans, En passant (1921), C (1924), Cat's Cradle (1925), Daphne Adeane (1926) et Robert Peckham (1930).
Mais dès les années 1930, les effets d'une maladie nerveuse paralysante se font sentir, il quittera sa maison de Rottingdean, pour terminer sa vie auprès d'amis, et mourra en Écosse, le 14 décembre 1945.

## Œuvres
- The Black Prince and Other Poems, 1903
- With the Russians in Manchuria., Londres, Methuen, 1905
- Forget-me-Not and Lily of the Valley, Humphreys, 1905
- Sonnets and Short Poems, 1906
- Thoughts on Art and Life, 1906
- Russian Essays and Stories., Londres, Methuen, 1908
- Orpheus in Mayfair and Other Stories, nouvelles, 1909
- Dead Letters, 1910
- The Glass Mender and Other Stories, 1910
- Landmarks in Russian Literature, Londres, Methuen, 1910
- Diminutive Dramas (1911), Constable & Co[2]
- The Russian People, 1911
- Letters from the Near East (1913)[3]
- Lost Diaries, 1913
- The Mainsprings of Russia, 1914
- Round the World in any Number of Days, 1919
- Flying Corps Headquarters 1914-1918, 1920
- Passing By, 1921, roman
- The Puppet Show of Memory, 1922, autobiographie ; trad. fr. Les Marionnettes du souvenir, préf. André Maurois de l'Académie française, Éditions de Flore, Paris, 1948
- Overlooked, 1922
- Punch and Judy & Other Essays, Blom, 1924
- Cat's Cradle, 1925
- Daphne Adeane, 1927 ; trad. fr. Louise Faisans-Maury, préf. André Maurois, Stock, Paris, 1947 ; rééd. Librairie Arthème Fayard, Paris, 1954
- The Coat Without Seam, 1929
- La Princesse Blanche, préf. Charles du Bos, Stock, 634 p., 1930
- Robert Peckham, 1930 ; trad. fr. Jacques & Suzanne Vallette, préf. Hilaire Belloc, Paul Hartmann Éditeur, 238 p., 1932
- In My End is My Beginning, 1931
- Sarah Bernhardt ; trad. fr. Marthe Duproix, Paris, Stock, 1933
- Comfortless Memory ; trad. fr. Ignace Legrand sous le titre L'Angoissant Souvenir, Émile-Paul Frères, 1934
- Lost Diaries and Dead Letters
- The Collected Poems of Maurice Baring
- Darby and Joan ; trad. fr. Albine Loisy, 223 p., 1938
- C***
- An outline of Russian literature
- Tinker's Leave
- Lonely Lady of Dulwich, 1934
- Dear Animated Bust, lettres à Lady Juliet Duff, France, 1915-1918
- Flying Corps Headquarters, 1914-1918 (Echoes of War)